# Fumio Takechi
Fumio Takechi (Maemiya (successivamente diventati Kakamigahara), 14 novembre 1926 – 1º luglio 2013) è stato un giocatore di baseball giapponese.

## Statistiche
| Stagione             | Squadra                                             | G   | GS  | CG | SHO | W   | L   | SV | HLD | PCT  | BF   | IP     | H    | HR  | BB  | IBB | HB | SO  | WP | BK | R   | ER  | ERA  | WHIP |
| -------------------- | --------------------------------------------------- | --- | --- | -- | --- | --- | --- | -- | --- | ---- | ---- | ------ | ---- | --- | --- | --- | -- | --- | -- | -- | --- | --- | ---- | ---- |
| 1950                 | Kintetsu Pearls/Kintetsu Buffalo/Kintetsu Buffaloes | 16  | 7   | 4  | 1   | 2   | 3   | -- | --  | .400 | 388  | 93.2   | 86   | 7   | 25  | --  | 5  | 18  | 1  | 0  | 41  | 33  | 3.16 | 1.19 |
| 1951                 | Kintetsu Pearls/Kintetsu Buffalo/Kintetsu Buffaloes | 39  | 29  | 19 | 3   | 15  | 15  | -- | --  | .500 | 973  | 243.0  | 198  | 14  | 57  | --  | 2  | 86  | 2  | 6  | 89  | 73  | 2.70 | 1.05 |
| 1952                 | Kintetsu Pearls/Kintetsu Buffalo/Kintetsu Buffaloes | 44  | 29  | 10 | 1   | 9   | 18  | -- | --  | .333 | 933  | 216.0  | 233  | 11  | 63  | --  | 6  | 85  | 0  | 3  | 126 | 91  | 3.79 | 1.37 |
| 1953                 | Kintetsu Pearls/Kintetsu Buffalo/Kintetsu Buffaloes | 29  | 17  | 6  | 1   | 4   | 15  | -- | --  | .211 | 590  | 141.1  | 156  | 8   | 35  | --  | 0  | 50  | 1  | 0  | 73  | 62  | 3.93 | 1.35 |
| 1954                 | Kintetsu Pearls/Kintetsu Buffalo/Kintetsu Buffaloes | 47  | 34  | 23 | 2   | 26  | 15  | -- | --  | .634 | 1191 | 307.1  | 266  | 14  | 41  | --  | 3  | 132 | 1  | 1  | 92  | 74  | 2.16 | 1.00 |
| 1955                 | Kintetsu Pearls/Kintetsu Buffalo/Kintetsu Buffaloes | 40  | 30  | 10 | 5   | 10  | 16  | -- | --  | .385 | 837  | 210.2  | 190  | 13  | 23  | 1   | 2  | 76  | 0  | 0  | 82  | 60  | 2.56 | 1.01 |
| 1956                 | Kintetsu Pearls/Kintetsu Buffalo/Kintetsu Buffaloes | 45  | 30  | 16 | 4   | 16  | 16  | -- | --  | .500 | 1015 | 255.2  | 234  | 11  | 29  | 3   | 1  | 113 | 1  | 0  | 88  | 69  | 2.43 | 1.03 |
| 1957                 | Kintetsu Pearls/Kintetsu Buffalo/Kintetsu Buffaloes | 39  | 22  | 6  | 1   | 9   | 13  | -- | --  | .409 | 782  | 193.1  | 188  | 18  | 28  | 2   | 4  | 87  | 0  | 0  | 84  | 67  | 3.11 | 1.12 |
| 1958                 | Kintetsu Pearls/Kintetsu Buffalo/Kintetsu Buffaloes | 31  | 19  | 2  | 1   | 4   | 10  | -- | --  | .286 | 536  | 122.2  | 150  | 5   | 25  | 2   | 2  | 39  | 1  | 0  | 63  | 52  | 3.80 | 1.43 |
| 1959                 | Kintetsu Pearls/Kintetsu Buffalo/Kintetsu Buffaloes | 23  | 20  | 1  | 0   | 2   | 11  | -- | --  | .154 | 438  | 104.2  | 119  | 10  | 21  | 4   | 2  | 39  | 1  | 0  | 48  | 44  | 3.77 | 1.34 |
| 1960                 | Kintetsu Pearls/Kintetsu Buffalo/Kintetsu Buffaloes | 21  | 11  | 1  | 0   | 3   | 4   | -- | --  | .429 | 294  | 72.2   | 72   | 4   | 16  | 2   | 0  | 27  | 0  | 0  | 29  | 22  | 2.71 | 1.21 |
| 1961                 | Kintetsu Pearls/Kintetsu Buffalo/Kintetsu Buffaloes | 21  | 4   | 0  | 0   | 0   | 1   | -- | --  | .000 | 192  | 45.2   | 47   | 4   | 17  | 1   | 1  | 17  | 0  | 0  | 16  | 14  | 2.74 | 1.40 |
| 1962                 | Kintetsu Pearls/Kintetsu Buffalo/Kintetsu Buffaloes | 6   | 1   | 0  | 0   | 0   | 0   | -- | --  | ---- | 36   | 8.1    | 13   | 1   | 1   | 0   | 0  | 4   | 0  | 0  | 5   | 3   | 3.00 | 1.68 |
| Statistiche：13 anni | Statistiche：13 anni                                | 401 | 253 | 98 | 19  | 100 | 137 | -- | --  | .422 | 8205 | 2015.0 | 1952 | 120 | 381 | 15  | 28 | 773 | 8  | 10 | 836 | 664 | 2.97 | 1.16 |